# Leptogorgia senegalensis
Leptogorgia senegalensis är en korallart som beskrevs av Stiasny 1939. Leptogorgia senegalensis ingår i släktet Leptogorgia och familjen Gorgoniidae. Inga underarter finns listade i Catalogue of Life.